# 措勤镇
措勤镇，是中华人民共和国西藏自治区阿里地区措勤县下辖的一个乡镇级行政单位。

## 行政区划
措勤镇下辖以下地区：
门东社区、达东村、曲强村和措勤村。